# Палата сенаторов Боливии
Палата сенаторов, или Сенат  (исп. Cámara de Senadores) — верхняя палата двухпалатного парламента Боливии Многонационального законодательного собрания. Зал заседаний находится в здании Законодательного дворца на площади Мурильо в Ла-Пасе.

## История
После принятия Конституции 1831 года Национальный конгресс состоял из Сената и Палаты представителей. Сенат был позже ликвидирован, но восстановлен в 1878 году. До принятия новой Конституции 2009 года верхняя палата называлась Национальным сенатом (исп. Senado Nacional).
С 1985 по 2009 год в Сенате было 27 мест: по три места на департамент: два от партии или коалиции, получившей наибольшее количество голосов, и один от партии, занявшей второе место.

## Состав
Состав и полномочия Палаты сенаторов устанавливаются Конституцией государства и другими законами Боливии. Это законодательный орган страны, где каждый сенатор представляет интересы своего департамента.
В Палате сенаторов 36 мест. Каждый из девяти департаментов страны представлен четырьмя сенаторами, избранными по системе пропорционального представительства (с использованием метода Д’Ондта). Сенаторы избираются по партийным спискам на пятилетний срок. Члены Палаты сенаторов на день выборов должны быть не моложе 35 лет.